# Brachythecium pallescens
Brachythecium pallescens är en bladmossart som beskrevs av Hugh Neville Dixon och Thériot 1932. Brachythecium pallescens ingår i släktet gräsmossor, och familjen Brachytheciaceae. Inga underarter finns listade i Catalogue of Life.